# Edwin Bidwell Wilson
Edwin Bidwell Wilson (Hartford, 25 de abril de 1879 — Brookline (Massachusetts), 28 de dezembro de 1964) foi um matemático e polímata estadunidense.
Foi palestrante convidado do Congresso Internacional de Matemáticos em Heidelberg (1904: On Products in Additive Fields) e em Toronto (1924).